# Фаяліт
Фаяліт — мінерал класу силікатів. Ортосилікат заліза острівної будови, крайній член ізоморфного ряду олівіну.
Синоніми: неохризоліт, перидот залізистий, скло залізне, файяліт, хризоліт залізистий.

## Етимологія та історія
Назва мінерального виду походить від назви острова Фаял (Азорські острови), де він був вперше знайденийю Аналіз і перший опис були проведені в 1840 році німецьким хіміком Крістіаном Готтлобом Гмеліном (1792 — 1860) (C.G.Gmelin, 1840).
Типовий матеріал мінералу зберігається в мінералогічній колекції Національному музеї природознавства (Париж) (Франція) під номером колекції 104.255 (CT).

## Загальний опис

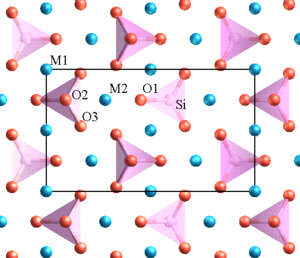
Атомна структура фаяліту

Хімічна формула Fe2SiO4.
Містить(%): FeO — 70,6; SiO2 — 29,4. Домішки: MgO, MnO, ZnO, Fe2O3.
Сингонія ромбічна. Ромбо-дипірамідальний вид. Форми виділення: кристали схожі на кристали олівіну, також таблитчасті, короткопризматичні; часто — суцільні скупчення. Спайність ясна по (010), недосконала по (100). Густина 4,2-4,4. Тв. 6,75-7,25. Колір зеленувато-жовтий, або бурштиново-жовтий. Окиснені відміни — бурувато-коричневі. Блиск скляний. Риса біла. Важливий контактово-метаморфічний мінерал.
Асоціація: авгіт, плагіоклаз, мікроклін, кварц, апатит, магнетит, ільменіт, шпінель,
геденбергіт, арфведсоніт, амфіболи, альмандин, тридиміт, грюнерит.

## Розповсюдження
Фаяліт зустрічається в кислих і лужних магматичних породах, а також у збагачених залізом метаморфічних породах. Зустрічається в термально метаморфізованих або регіонально метаморфізованих осадах з великою кількістю заліза, у ґранітних та діабазових пегматитах. Часто — у кварцових сієнітах, асоціаціях з геденбергітом, ґрюнеритом, альмандином, евлітом, арфведсонітом. Знахідки: долина Радау (Гарц, ФРН), Бавено, Новара (П'ємонт, Італія), гори Мансьє (Швеція), Мурн-Маунтінз (Ірландія), Рокпорт (шт. Массачусетс, США), Прибайкалля (РФ).
В Україні фаяліт виявлений в зразках чарнокітоїдів Українського щита.

## Різновиди
Розрізняють:
- фаяліт манґанистий, манґанфаяліт (різновид фаяліту, який містить 5-20 % Mn2SiO4),
- ферифаяліт (продукт зміни фаяліту манґанистого) — (Fe3+,Fe2+, Mn2+,Ca)[SiO4],
- таласкіт (фаяліт з пегматитів Таласької долини Киргизії).